# ویروس آنفلوانزای نوع A زیرگروه H5N8
H5N8 زیرگروهی از آنفلوانزای نوع A است. برخی مواقع آنفلوانزای پرندگان/مرغی یاد می‌شود. اگرچه H5N8 یکی از زیرگروه‌های کمتر بیماری‌زا برای انسان تلقی می‌شود، اما در حال تبدیل شدن به یک عامل بیماری‌زا است. H5N8 در مطالعات پیشتر در جایگاه آنفلوانزای به شدت بیماری‌زا H1N1 قرار داشت.  
H5N8 معمولاً با انسان ارتباط ندارد. با این حال ، در سال 2021 هفت نفر در روسیه آلوده شدند.: 